# Manga (bướm đêm)
Manga là một chi bướm đêm thuộc họ Noctuidae.

## Loài
- Manga basilinea Bowden, 1956
- Manga belophora Fletcher, 1961
- Manga bisignata Laporte, 1973
- Manga melanodonta (Hampson, 1910)

## Hình ảnh

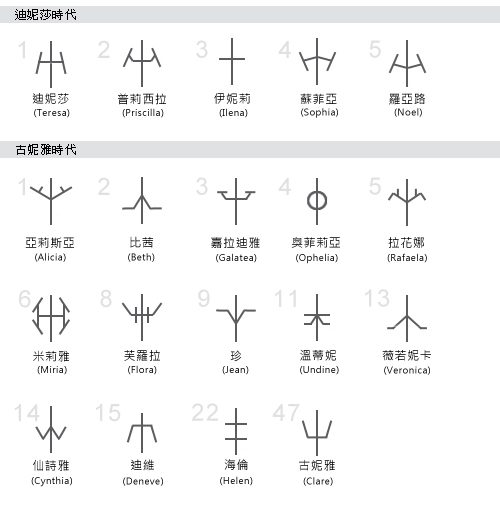
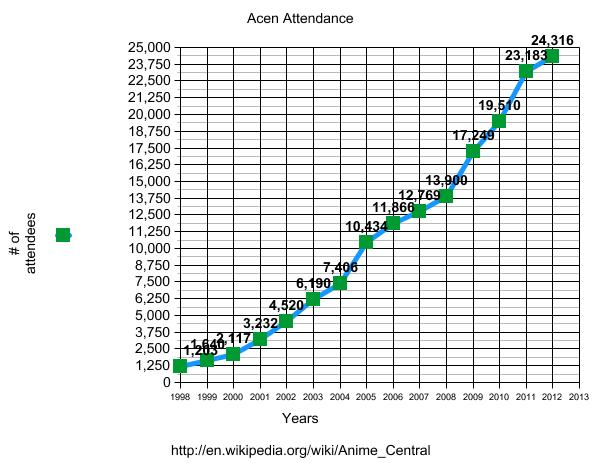
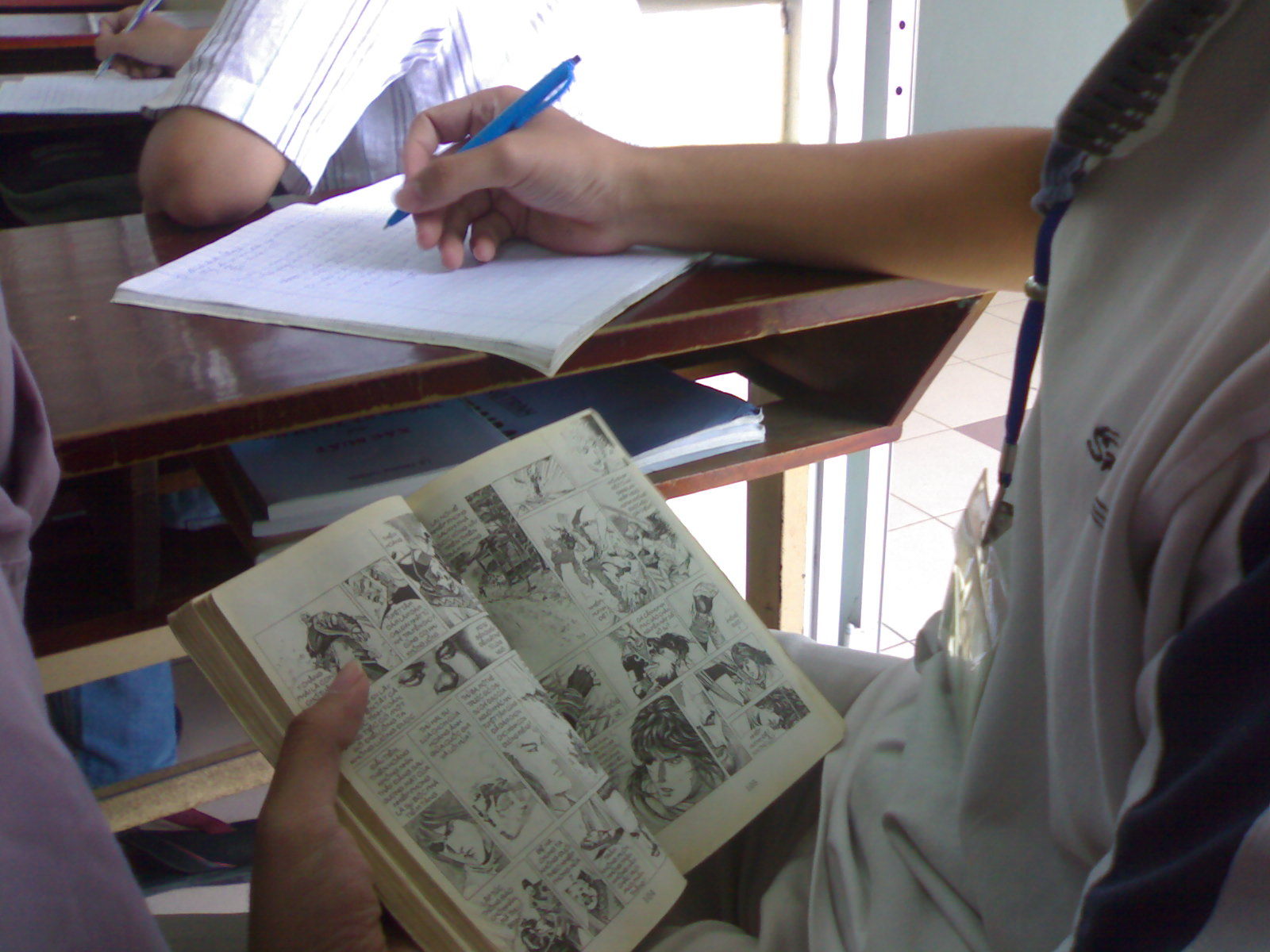

- Tập tin:Anime New Type in a Bookstore 20130123.jpg